# Viltė Makauskaitė
Viltė Makauskaitė (* 7. August 1993 in der Rajongemeinde Kaunas; jetzt Viltė Bogdanović) ist eine litauische Volleyball- und Beachvolleyballspielerin. Sie gewann acht litauische und zwei baltische Meisterschaften in der Halle.

## Karriere Halle
2009 schmetterte und baggerte die Außenangreiferin für die litauische U18-Nationalmannschaft in den Qualifikationsspielen zur Junioren-EM sowie im folgenden Jahr für die U20. Es gelang jedoch keinem dieser Teams, sich die Teilnahmeberechtigung für die Europameisterschaft zu erkämpfen. Die ersten beiden Spielzeiten im Erwachsenenbereich bestritt die in der Rajongemeinde Kaunas geborene Sportlerin für den TK „Kaunas“ -VDU und war anschließend zweifache litauische Meisterin. Von 2013 bis 2015 spielte sie bei Jonavos „Aušrinė-KKSC“ mit dem Ergebnis von zwei weiteren Meistertiteln sowie einem dritten und einen zweiten Platz in der Abschlusstabelle der baltischen Liga. In diesen Zeitraum fiel ihre erste Berufung in die Nationalmannschaft der Erwachsenen. Jedoch waren auch dort die Bemühungen des Teams sowohl bei der WM-Quali 2014 als auch bei den Qualifikationsspielen zur Europameisterschaft 2015 und 2017 wie schon bei den Juniorinnen nicht von Erfolg gekrönt.
Wiederum bei ihrem Erstverein für weitere zwei Jahre angestellt, kamen die Meisterschaftserfolge fünf und sechs hinzu, außerdem die baltische Vizemeisterschaft sowie der erste Gewinn der baltischen Meisterschaft. Anschließend wechselte Makauskaitė für zwei Spielzeiten zu TJ Ostrava und wurde dort in ihrer ersten Saison Dritte sowohl in der tschechischen Meisterschaft als auch im Pokalwettbewerb. Nach einem Spieljahr in Frankreich wechselte die Litauerin zurück zu ihrem Heimatverein, mit dem sie die Meisterschaften sieben und acht gewann und zum zweiten Mal auch Erste in der baltischen Liga wurde. So waren ihre Clubs in jedem Jahr, in dem sie in ihrem Heimatland spielte, auch Sieger in der höchsten Klasse Litauens.

## Karriere Beach
Da Viltė Makauskaitė ihren Fokus vornehmlich auf ihr Weiterkommen im Hallenvolleyball richtete, bestritt sie nur wenige Beachveranstaltungen und war dementsprechend auch im Sand weniger erfolgreich. Erwähnenswert sind zwei Ergebnisse bei nationalen Turnieren in ihrem Heimatland: Ein dritter Platz im Juni 2017 in Vilnius mit Ieva Kazuraitytė sowie der Sieg zwei Wochen später in Kaunas mit Vytenė Vitkauskaitė. Die einzige litauische Meisterschaft, an der Makauskaitė bis zu diesem Zeitpunkt teilnahm, endete 2020 auf dem neunten Platz. Seitdem hat die aus dem Großraum Kaunas stammende Athletin nur noch ein einziges Beachturnier gespielt.

## Auszeichnungen
2015 – Top Punktesammlerin in der baltischen Liga

2016 – Wertvollste Spielerin in der litauischen Liga

2021 – Top Punktesammlerin in der baltischen Liga

## Privates
Die Sportlerin ist mit dem litauischen Volleyballnationalspieler Jaroslav Bogdanović verheiratet und heißt seitdem Viltė Bogdanović. Ihre Schwester Eglé Makauskaité spielt gemeinsam mit ihr bei TK „Kaunas“ -VDU.